# Fluminense Rio de Janeiro (Frauenfußball)
Die Frauenfußballabteilung des Vereins Fluminense Rio de Janeiro (offiziell: Fluminense Football Club) wurde 1995 gegründet und nach einer mehrjährigen Pause 2018 wiedereröffnet.

## Geschichte
Eine Fußballsektion für Frauen wurde von Fluminense erstmals im Jahr 1995 gegründet. Eine maßgebliche Initiatorin soll die damals achtzehnjährige Susana Werner gewesen sein, die neben ihrer Karriere als Fotomodel und Fernsehmoderatorin auch kurzzeitig als Spielerin aktiv war. Seit 2002 ist sie mit dem ehemaligen Nationaltorhüter Júlio César verheiratet. Um die Jahrtausendwende trat der Club mehrmals in der Carioca-Staatsmeisterschaft der Frauen an, beschränkte seine Aktivitäten danach aber nur noch auf den Juniorinnenbereich. Im Juli 2011 wurden die Nachwuchsteams unter Protest der Spielerinnen und ihrer Angehörigen aus Kostengründen aufgelöst.
Die Aufstellung einer professionell geführten Fußballsektion für Frauen wurde von Fluminense im Spätjahr 2018 angegangen, um die ab 2019 geltenden Kriterien des Kontinentalverbandes CONMEBOL für die Teilnahme an der Copa Libertadores zu erfüllen, wonach nun von den teilnehmenden Clubs der Unterhalt einer entsprechenden Sektion vorausgesetzt wird. Neben einem A-Kader beabsichtigt der Club zur Nachwuchsförderung auch die Einrichtung entsprechender Abteilungen und Juniorinnenteams. Zu diesem Zweck ging der Club eine Partnerschaft mit der in Duque de Caxias beheimateten Talentförderungsgruppe „Daminhas da Bola“ ein, aus deren Spielerinnen der Kern des neuen Kaders zusammengesetzt wurde. Die Gründerin dieser Gruppe, Thaissan Santos Passos, ist einst aus der Jugend von Fluminense hervorgegangen und wurde nun zur ersten Cheftrainerin ernannt.
Zur Premierensaison 2019 konnte Fluminense sofort in die zweite Liga der brasilianischen Meisterschaft der Frauen (Série-A2 2019) einsteigen. Das erste Ligapflichtspiel wurde am 30. März 2019 im Estádio das Laranjeiras bestritten, der ältesten Spielstätte des Clubs. Das Team von CRESSPOM aus dem Distrito Federal wurde mit 2:1 besiegt. Das erste Tor für Fluminense erzielte Tarciane Karen dos Sanots de Lima.

## Erfolge
Nachwuchs
| Brasilianische U18-Meisterschaft | (1×): | 2020 |